# Cumbre Vieja
Cumbre Vieja (spaniolă Old Peak, local ['kumbɾe 'bjeha]) este un lanț muntos și un vulcan activ pe insula La Palma din Insulele Canare, Spania. Creasta Cumbre Vieja evoluează într-o direcție aproximativă nord-sud și acoperă cele două treimi sudice ale insulei. Mai multe cratere vulcanice sunt situate pe creasta vârfului și pe flancuri. A erupt de două ori în secolul XX, în 1949 (Volcan San Juan) și din nou în 1971 (Volcan Teneguía). Ultima erupție a început la 19 septembrie 2021 și s-a încheiat după trei luni de activitate.

### Informații și surse
- A rebuttal of Cumbre Vieja
- Another rebuttal of Cumbre Vieja
- Cumbre Vieja Volcano—Potential collapse and tsunami at La Palma, Canary Islands
- Evidence for a mega-tsunami from flank collapse of Mauna Loa Arhivat în 3 martie 2016, la Wayback Machine.
- US Geological Survey geologist Uri ten Brink says that Cumbre Vieja tsunami is unlikely, and would only be a few feet high when it reached the US East Coast.

### Articole de presă
- CNN: Scientists warn of massive wave Arhivat în 25 aprilie 2013, la Wayback Machine.
- Expert slams wave threat inertia
- BBC: Tidal wave threat 'over-hyped'.
- NBC News: Risk is low, but US East Coast faces a variety of tsunami threats.